# Galerie nationale d'art d'Aïvazovski
La galerie nationale d'art d'Aïvazovski est un musée d'art national à Théodosie, en Crimée.

## Histoire
La première exposition a été organisée en privé par Ivan Aïvazovski dans sa maison en 1845. La collection de base comprenait ses 49 peintures. En 1880, une salle d'exposition supplémentaire est rattachée à la maison. La galerie est devenue le troisième musée de l'Empire russe, après le musée de l'Ermitage et la galerie Tretiakov. Après la mort d'Aïvazovski  en 1900, la propriété de la galerie a été transférée à la ville selon son testament.
Vers la fin de 1920, la maison était occupée par le département de la Tchéka de Théodosie. Plusieurs tableaux ont été endommagés à cette époque.
Après 1922, la galerie est devenue un musée d'État en URSS. La collection se compose d'environ 12 000 œuvres sur la peinture maritime, dont la plus grande collection au monde d'œuvres d'Ivan Aïvazovski lui-même (417 peintures). L'exposition de la galerie présente les œuvres d'Aïvazovski, son histoire familiale et l'histoire de la galerie. Un bâtiment séparé (maison sœur de l'artiste) présente des peintures mythologiques et bibliques, des peintures marines étrangères des XVIIIe et XIXe siècles et de l'école de peinture de Cimmérie comprenant Maximilian Volochine, Lev Lagorio, Constantin Bogaïevski, Mikhaïl Lattry, Adolf Faessler et Arkhip Kouïndji .
En 1930, un monument en l'honneur d'Aïvazovski a été érigé devant le bâtiment principal par Ilya Guinzbourg avec l'inscription « Théodosie à Aïvazovski ».

## Œuvres

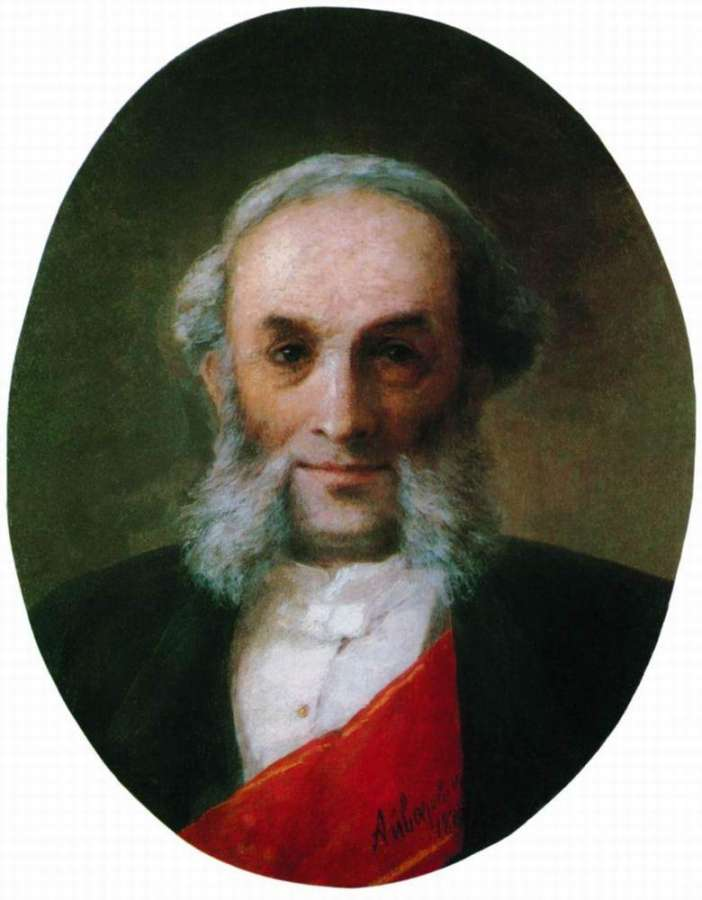
Autoportrait, Aïvazovski, 1881
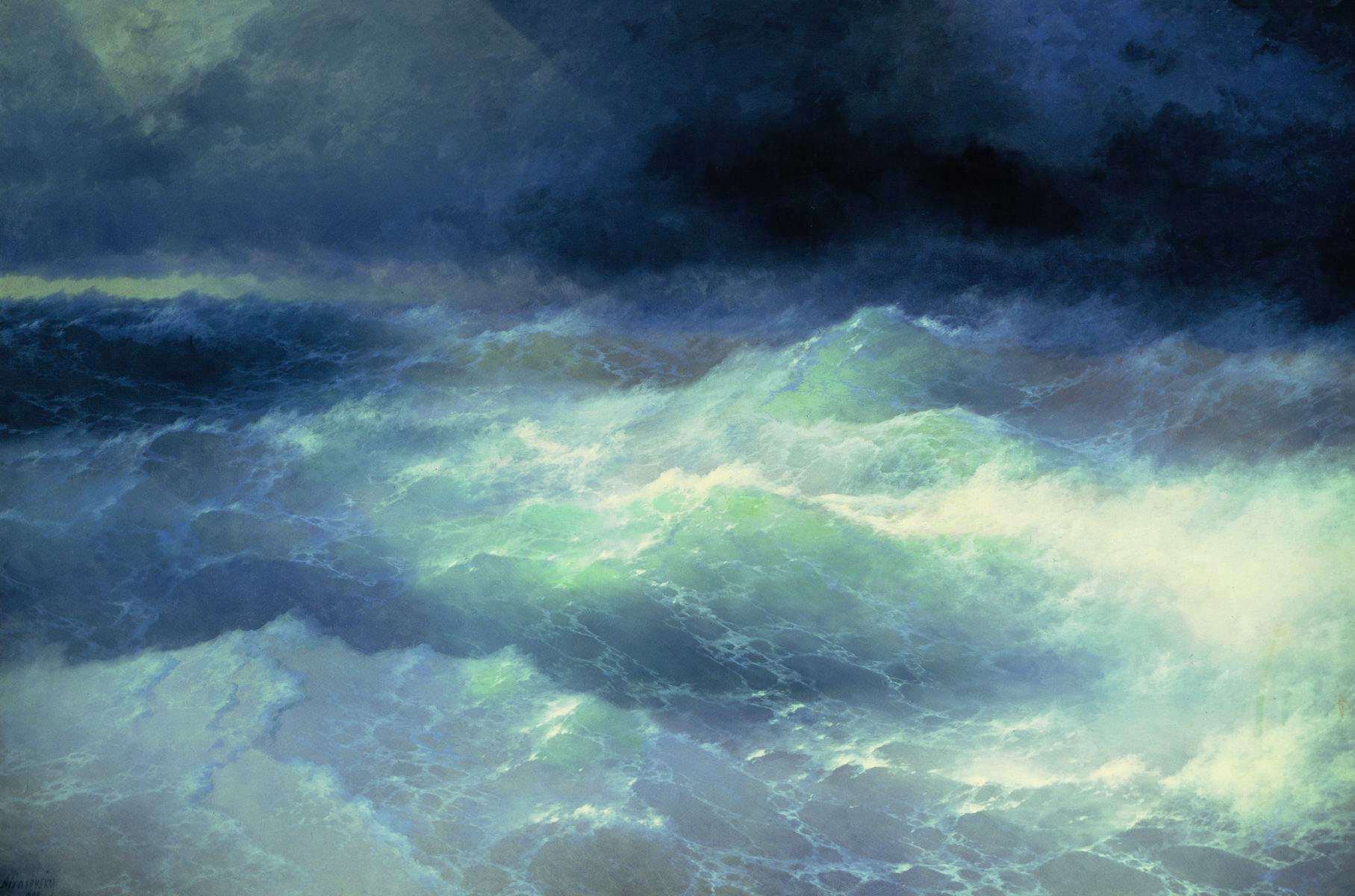
Parmi les vagues, 1898
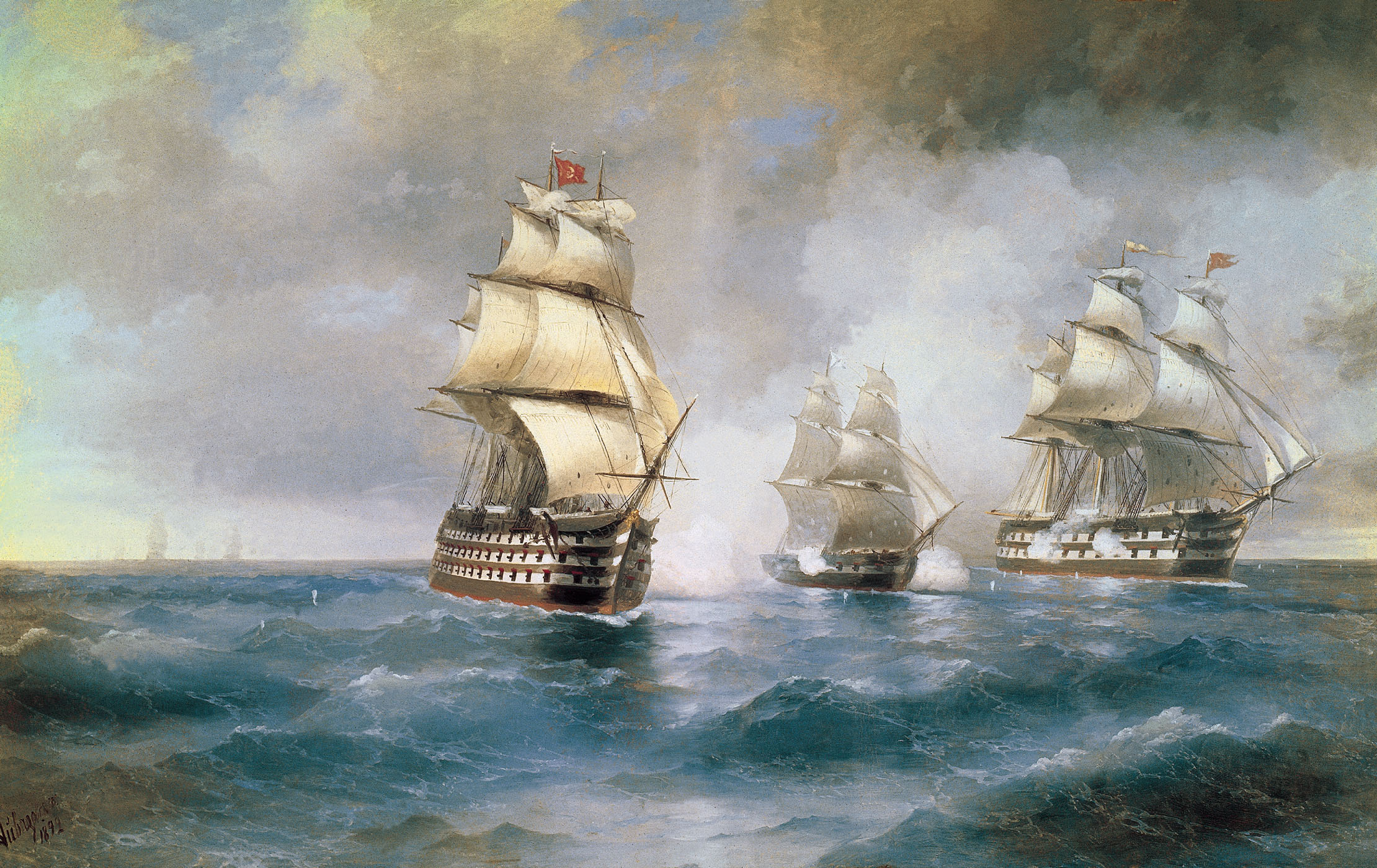
Le Brick « Mercure » attaqué par deux navires turcs, 1892
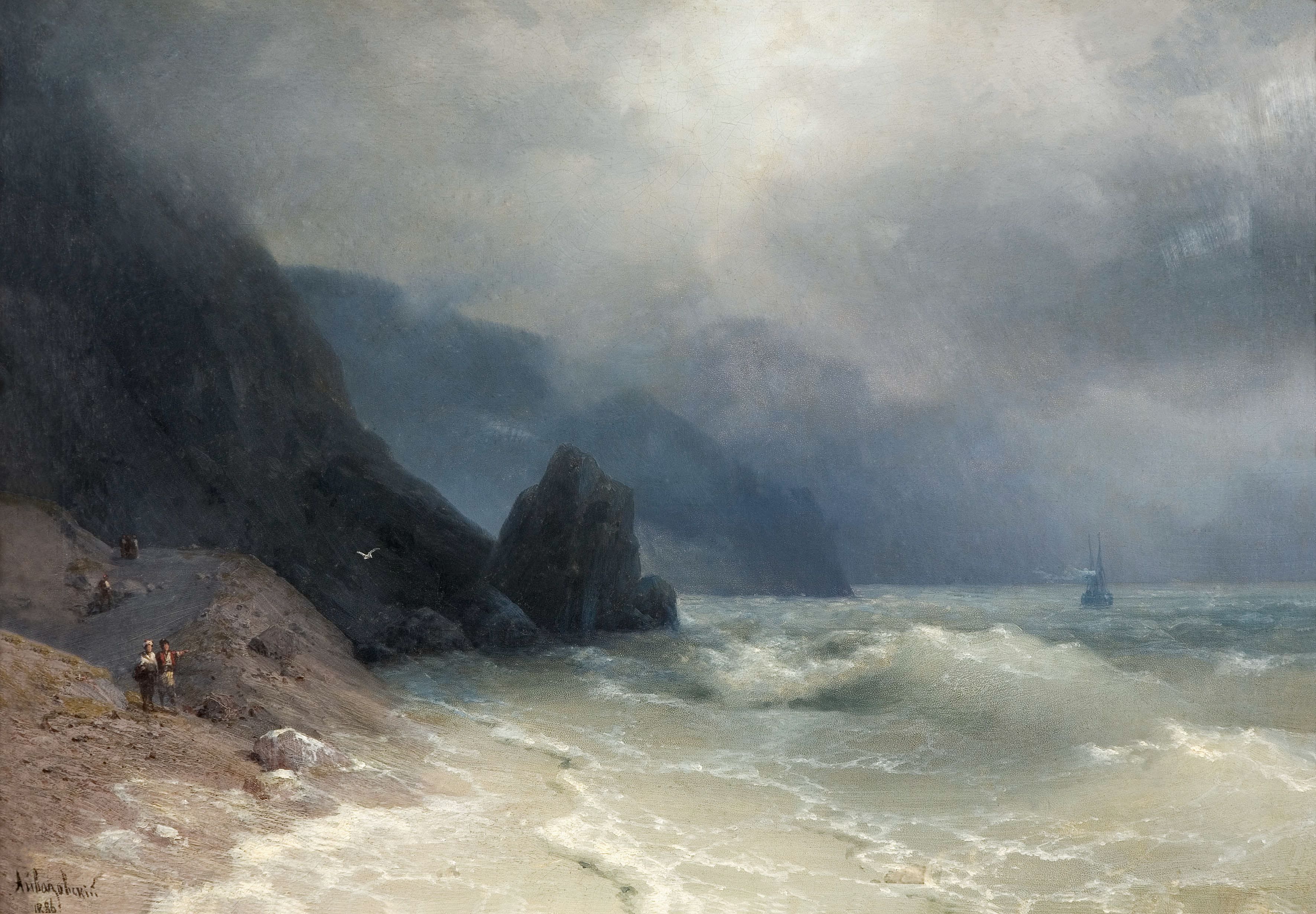
Côte. Séparation., 1868
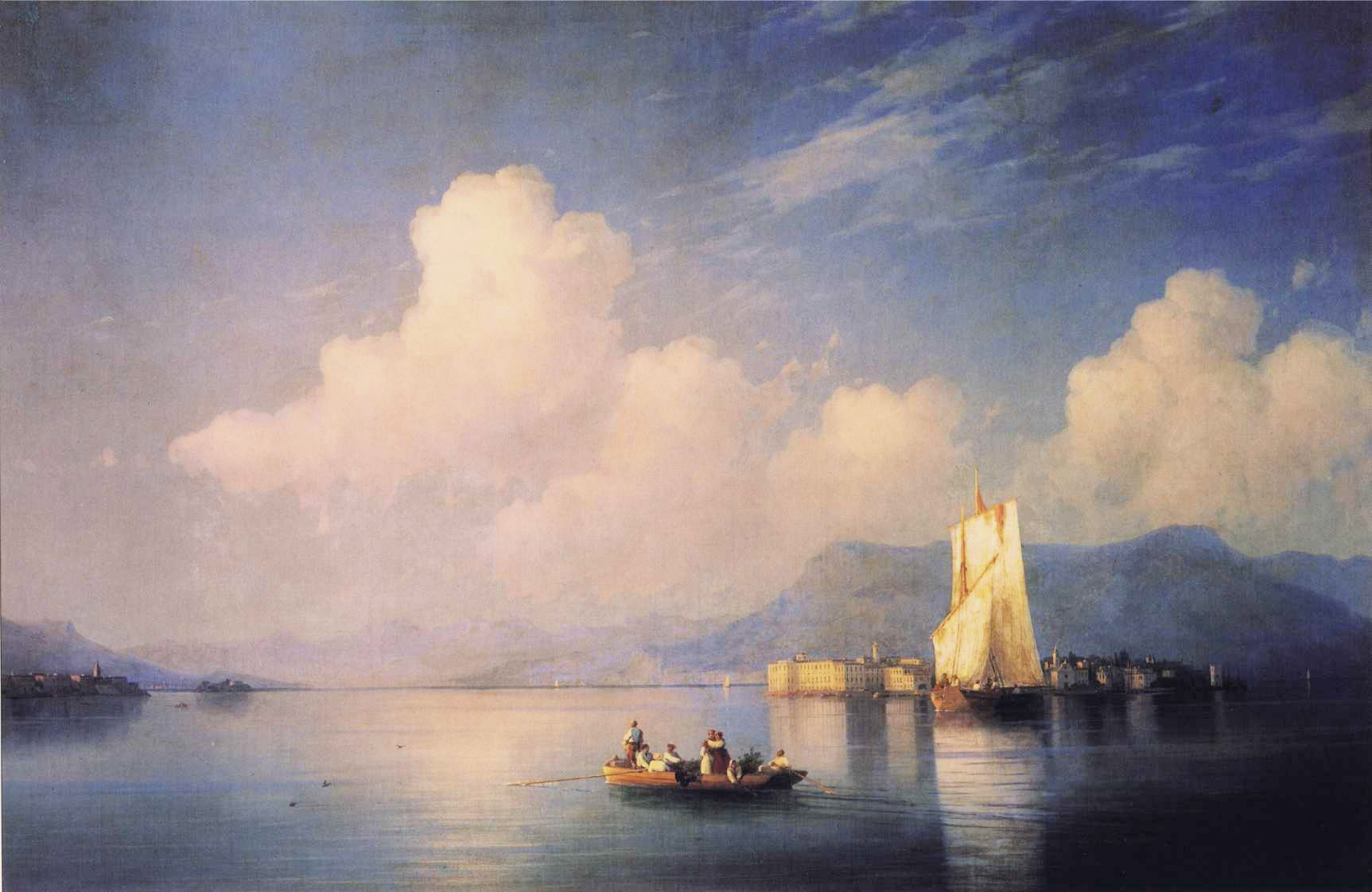
Paysage italien Le Lac Majeur dans la soirée, 1858
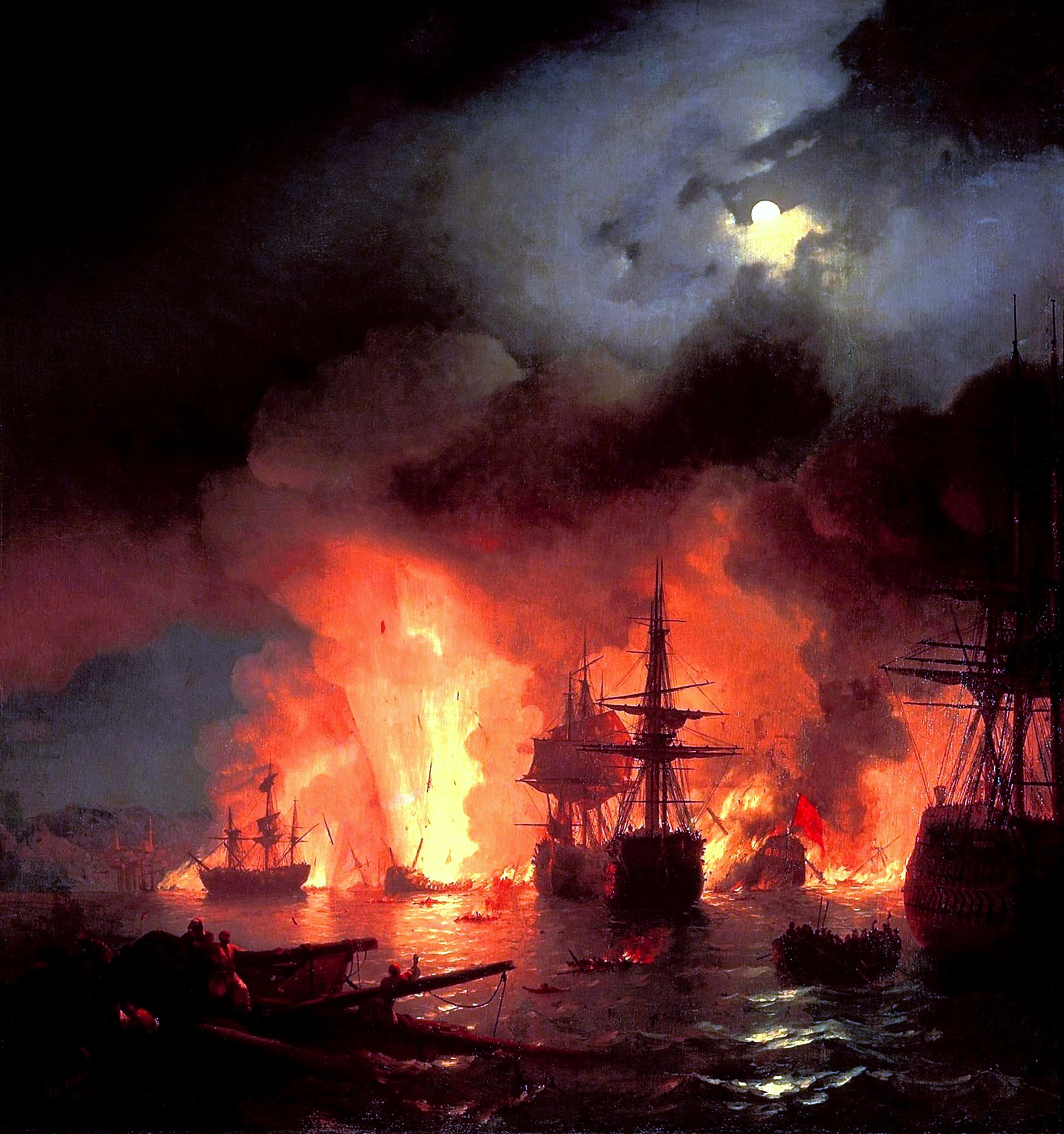
La Bataille de Tchesmé  de nuit, 1848